# Ullersdorf (Sayda)
Ullersdorf ist ein Ortsteil der sächsischen Stadt Sayda im Landkreis Mittelsachsen.

## Geografie

### Lage
Das Waldhufendorf Ullersdorf liegt etwa 1,5 Kilometer westlich von Sayda im Erzgebirge. Die Ortslage erstreckt sich über etwa 1 Kilometer entlang der Biela, einem nach Westen der Flöha zufließendem Bach. Am südwestlichen Ortsende grenzt der 1826–1828 errichtete Dittmannsdorfer Teich an den Ort, etwa 1,2 Kilometer nordöstlich liegt die 729 m ü. NN hohe Saydaer Höhe. Durch den Ort führt die Bundesstraße 171 Olbernhau–Dippoldiswalde, nordöstlich des Ortes zweigt von dieser der Staatsstraße 207 nach Oederan ab. Über Kommunalstraßen besteht weiterhin Anschluss an Pilsdorf und Heidersdorf.

### Nachbarorte
| Dörnthal      | Pilsdorf                                    |             |
| Pfaffroda     | Kompassrose, die auf Nachbargemeinden zeigt | Sayda       |
| Dittmannsdorf | Heidersdorf                                 | Mortelgrund |

## Geschichte
Die erste gesicherte Ortsnamenform datiert von 1445 als Vlrichstorff. In einem Lehnbrief vom 20. Januar 1451 wird Ullerstorff und Bilgisdtorff erstmals erwähnt. Es wird angenommen, dass die Besiedelung bereits im 14. Jahrhundert erfolgte. Mit der Reformation 1539 kam der Ort zur Parochie Sayda. 1667 erwarb Jeremias Brückner die zur Herrschaft Purschenstein gehörige, zerstörte Öl- und Mahlmühle und baute diese wieder auf. 1770 erhielt Ullersdorf eine Schule. August Schumann nennt 1825 im Staatslexikon von Sachsen Ullersdorf betreffend u. a.: 

„Es hat gegen 250 nach Saida gepfarrte Bewohner, gegen 18 Güter (meist hübsch gebaut), 3 Mühlen mit 4 Gängen, und 1 Oelmühle, ein Erbgericht u. s. w.“

Ullersdorf und Pilsdorf betrieben gemeinsam ein Erbgericht in Pilsdorf.
Mit der Umsetzung der sächsischen Landgemeindeordnung zum 1. Mai 1939 unterstand die neu gebildete Gemeinde Ullersdorf mit Pilsdorf in Gemeindeangelegenheiten dem Amt Freiberg.
Nach dem Ende der Patrimonialgerichtsbarkeit 1851 unterstand Ullersdorf mit Pilsdorf in Justizangelegenheiten fortan dem Königlichen Gericht Sayda.

Im Werk „Neue Sächsische Kirchengalerie“ von 1901 werden Ullersdorf und Pilsdorf gemeinsam beschrieben. Ullersdorf betreffend heißt es u. a.: 

„Die Zahl der Güter ist 26, der Wirtschaften 21, der Häuser 19, wovon 7–4–6 auf Pilsdorf kommen. Die freundlich gelegene Schule in Ullersdorf wurde 1874 erbaut, am 9. Oktober geweiht [Anmerk.: anderer Quelle zufolge am 8. November 1874], und wird von 76 Kindern (41 Knaben, 35 Mädchen) besucht. – Zu Ullersdorf gehört die sog. „Maschine“, ein Gasthof, ganz abseits vom Ort, am Sayda-Heidersdorfer Fahrweg. Er entstand gleichzeitig mit dem zwischen Mortelgrund und Dittmannsdorf liegenden unterirdischen Teile des großen unter Dittmannsdorf erwähnten Kunstgrabens, indem in der Nähe der Stelle, wo durch eine Maschine das unterirdische Gestein zutage gefördert ward, für die Arbeiter eine Restauration gebaut war, die um des interessanten Werkes willen auch von der Umgebung aus viel besucht ward und nach Vollendung der Arbeiten im Jahre 1857 nicht wieder verschwand. […] Der Name rührt daher, daß man während des Grabenbaues sich gewöhnt hatte, als Ziel der dahin zur Besichtigung der Arbeiten gerichteten Spaziergänge die (Hebe-)Maschine zu bezeichnen, den Namen unwillkürlich mit auf das Gebäude bezog und auch nach Entfernung der Maschine beibehielt. – Die in der Nähe befindlichen Wirtschaften sind erst später entstanden.“

1915 wurde der einzige Lehrer des Ortes zum Kriegsdienst eingezogen, woraufhin die Schüler die Saydaer Schule besuchen mussten – 11 Männer fielen im 1. Weltkrieg. Am 19. November 1922 wurde ihnen zu Ehren ein Ehrenmal an der Schule geweiht. 1946 fanden die ersten Gemeinderatswahlen nach dem 2. Weltkrieg statt, Ullersdorf erhielt eine Bürgermeisterin, die dieses Amt bis zur Eingemeindung ausübte. Gemäß einer Meldung an das Landratsamt aus dem gleichen Jahr, waren zu dieser Zeit 3 Industrieunternehmen, 5 Händler und 12 Gewerbetreibende im Ort.
Am 1. Juli 1950 wurde Ullersdorf nach Sayda eingemeindet.

## Entwicklung der Einwohnerzahl
| Jahr   | Einwohnerzahl                           |
| ------ | --------------------------------------- |
| 1551 1 | 22 besessene Mann, 52 Inwohner          |
| 1764 1 | 22 besessene Mann, 14 Häusler, 12 Hufen |
| 1834   | 291                                     |
| 1871   | 309                                     |

| Jahr | Einwohnerzahl |
| ---- | ------------- |
| 1890 | 333           |
| 1910 | 397           |
| 1925 | 386           |
| 1939 | 315           |

| Jahr | Einwohnerzahl |
| ---- | ------------- |
| 1946 | 454           |
| 1950 | 421           |